# Simon Carteret-Trécourt
Simon Carteret-Trécourt, né le 3 janvier 1821 à Rolampont (Haute-Marne) et mort le 5 février 1885 à Lyon, est un général de division français, grand-officier de la Légion d'honneur.
Saint-Cyrien, il se distingue lors la conquête de l'Algérie de 1843 à 1848, puis, notamment au sein des zouaves, lors des campagnes d'Italie en 1859 et du Mexique de 1862 à 1867. Promu général, il prend part à la guerre franco-allemande de 1870. Il commande ensuite un corps d'armée puis est nommé gouverneur militaire de Lyon en 1881 et entre au Conseil supérieur de la guerre.

## Biographie

### Famille
Il est le fils de Didier Carteret-Trécourt (1775-1823), meunier, et de Françoise Trécourt (1789-1882).

### Carrière militaire
Nommé sous-lieutenant à sa sortie de l'École spéciale militaire de Saint-Cyr en 1843, il part aussitôt en Algérie et prend part à la bataille d'Isly en août 1844. Blessé à la jambe droite, il est cité à l'ordre de l'armée et nommé chevalier de la Légion d'honneur le 25 janvier 1846. 
En 1859, il participe à la campagne d'Italie comme capitaine du 56e régiment de ligne. Blessé d'un coup de feu à la bataille de Magenta le 4 juin, il est, quelques jours avant la bataille de Solferino, promu chef de bataillon au 1er régiment de zouaves  le 18 juin 1859. La guerre d'Italie terminée, le commandant Carteret s'embarque une troisième fois pour l'Algérie. 
Parti pour l'expédition du Mexique en 1862, il fait une rude et pénible campagne de six années consécutives ; blessé d'un éclat d'obus devant Puebla, le 7 avril 1863, il est cité deux fois à l'ordre du corps expéditionnaire, et nommé lieutenant-colonel le 16 avril 1863, puis colonel du 95e régiment de ligne le 26 avril 1865. Il reste au Mexique et passe en août 1866 à la tête du 1er régiment de zouaves, qu'il ramène en Algérie lors du rapatriement du corps expéditionnaire en avril 1867. 
Promu commandeur de la Légion d'honneur le 11 mars 1868, il est rappelé en France en juillet 1870 avec son régiment de zouaves pour faire partie de l'armée du Rhin.
Il se distingue à la tête du 2e zouaves à la bataille de Frœschwiller-Wœrth le 6 août. En récompense de sa conduite, il est promu général de brigade le 12 août 1870, et nommé au commandement de la 2e brigade de la 1re division d'infanterie du 7e corps d'armée. A la bataille de Sedan, il est blessé d'un coup de feu à la main droite et contusionné à la cuisse. Prisonnier de guerre par suite de la capitulation, il reçoit, à son retour en France, le commandement d'une brigade de l'armée de Versailles. 
Après le second siège de Paris, le général Carteret retourne en Algérie, où il est promu général de division en septembre 1875 et reçoit le commandement de la division de Constantine. 
Rappelé en France en 1879, il commande le  2e corps d'armée à Amiens et est ensuite gouverneur militaire de Lyon en 1881, commandant du 14e corps d'armée, et devient membre du Conseil supérieur de la guerre.
C'est dans ce commandement qu'il meurt d'une maladie de l'estomac le 5 février 1885.
Il est inhumé dans sa ville natale.

## Décorations
- Grand officier de la Légion d'honneur (12 juillet 1880)
  - Commandeur le 11 mars 1868
  - Officier le 13 mars 1861
  - Chevalier le 25 janvier 1846

### Sources contemporaines
- « Carteret-Trécourt (Simon Hubert) », dans Pierre Larousse, Grand dictionnaire universel du XIXe siècle, t. 17, Administration du grand Dictionnaire universel, Paris, 1888, p. 744. Lire en ligne.
- « Carteret-Trécourt (Simon Hubert) », dans La Grande Encyclopédie, t. 9, Henri Lamirault, 1885, p. 592. Lire en ligne.

### Sources modernes
- « Simon Carteret-Trécourt », dans Bernard Demotz, Henri Jeanblanc, Claude Sommervogel, Jean-Pierre Chevrier, Les gouverneurs de Lyon, 1310-2010, Éditions lyonnaises d'art et d'histoire, 2011, p. 201. Lire en ligne.